# Friedrich Schiemenz
Friedrich Karl Berthold Schiemenz (geboren 10. April 1899 in Berlin; gestorben 11. Januar 1971 in Hannover) war ein deutscher Fischereiwissenschaftler und Hochschullehrer. Er trat vor allem durch seine Voraussagen der Schädigungen natürlicher Gewässer durch ungereinigte Industrieabwässer und des Fischsterbens hervor und engagierte sich früh „gegen übertriebene Begradigungen von Wasserläufen.“

## Leben
Friedrich Schiemenz kam 1899 in Berlin-Friedrichshagen zur Welt als Sohn des Fischereibiologen Paulus Schiemenz. Er war Bruder des Fischereifunktionärs Karl Schiemenz. 
Nach vielseitigen Studien an der Universität Göttingen wurde er am 29. November 1923 zum Dr. phil. promoviert mit einer Dissertation zum Thema Über den Farbensinn der Fische.
Nur Tage später begann er - als Volontärassistent - am 1. Dezember desselben Jahres in Berlin seine Ausbildung in der Fischereiwissenschaft bei der Preußischen Landesanstalt für Fischerei sowie an der Landwirtschaftlichen Hochschule Berlin. Zum 1. Oktober 1925 nahm er seine Tätigkeit als wissenschaftlicher Assistent an der Landesanstalt für Fischerei auf.

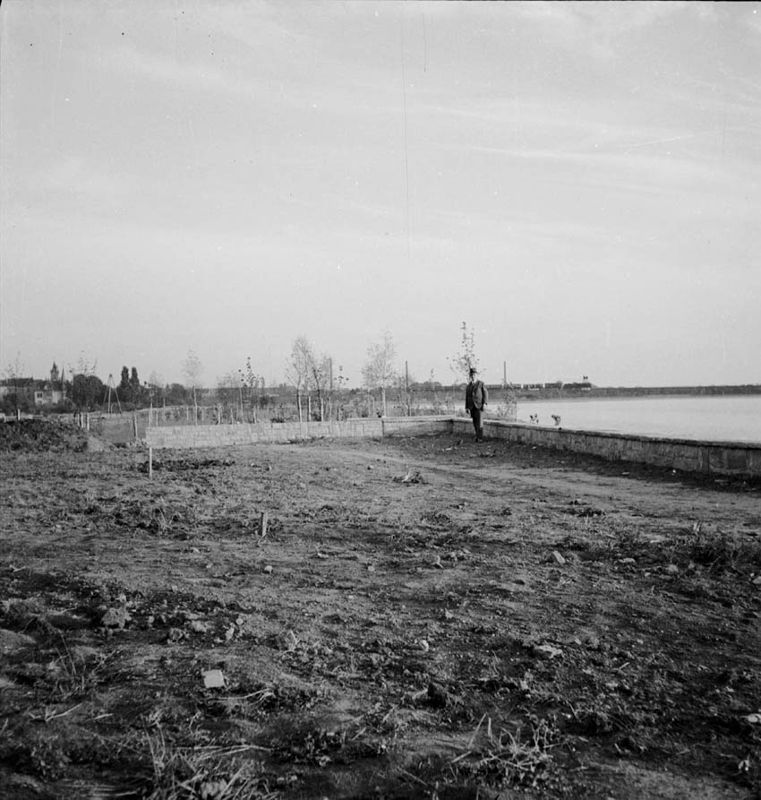
Schiemenz 1935 bei der im Bau befindlichen Löwenbastion am Maschsee in Hannover beim Beobachten einer Pfuhlschnepfe; im Hintergrund der neugebaute Damm der Güterumgehungsbahn

Am 1. November 1927 wurde Schiemenz - zunächst kommissarisch - mit der Wahrnehmung der Geschäfte des Oberfischmeisters für die Binnengewässer der  preußischen Provinz Hannover mit Sitz in Hannover beauftragt. Nach rund eineinhalb Jahren wurde ihm am 1. April 1929 das Amt des Oberfischmeisters übertragen.
Gegen Ende der Weimarer Republik stieß Schiemenz zum Kreis der ab 1931 um Reinhold Tüxen in Hannover versammelten Naturwissenschaftler. In der Naturhistorischen Gesellschaft Hannover hielt Schiemenz Vorträge und leitete Lehrexkursionen, oftmals zum Steinhuder Meer, auf Bootsfahrten sowie am nahegelegenen Maschsee. Mit seinem mitgeführten „tragbaren Labor“ führte er vor den Teilnehmern oftmals „die wichtigsten chemischen und biologischen Analysen“ durch und wertete sie vor Ort aus.
Während des Zweiten Weltkrieges wurde Schiemenz' Dienstbezeichnung 1941 in „Regierungsfischereirat“ geändert. Kurz vor Kriegsende wirkte er ab Februar 1945 als Fischereireferent der Provinz Hannover, und, nach der Gründung des Landes Niedersachsen, bis 1952 als Fischereireferent der Niedersächsischen Landesregierung. Ihm zugeordnet waren auch die Länder Oldenburg und Bremen, so dass er neben den Themen um die Binnenfischerei auch die mit Meerwasser zusammenhängenden Besiedlungen der Flussmündungen sowie der Fischwanderungen aufzeigen konnte.
Mit Zustimmung der Britischen Militärbehörden hatte Schiemenz bereits in der frühen Nachkriegszeit für das Wintersemester 1946/47 einen Lehrauftrag an der Technischen Hochschule Hannover erhalten.
1948 übernahm Schiemenz als Nachfolger von Georg Frebold das Amt des Ersten Vorsitzenden der Naturhistorischen Gesellschaft Hannover und leitete die Gesellschaft dann unter den anfangs „durch die Nachkriegswirren besonders erschwerten Umständen.“
Ab 1952 leitete Schiemenz das Niedersächsische Fischereiamt für Binnengewässer sowie das schon zuvor am 24. Mai 1950 gegründete Niedersächsische Institut für Binnenfischerei.
Ab dem 29. August 1953 wirkte er als Honorarprofessor an der Technischen Universität Hannover. Auch nach seiner 1963 aus gesundheitlichen Rücksichten erfolgten Pensionierung wirkte Schiemenz weiter als akademischer Lehrer.
Schiemenz publizierte mehr als 100 Aufsätze aus der Fischereikunde in Fachzeitschriften, Handbüchern und Kreisbeschreibungen. Über seine fachspezifischen Aufgaben hinaus beschrieb er „alle Grenzgebiete der Fischereiwissenschaft einschließlich der Hydrobiologie, Limnologie  und Phytobotanik.“
Friedrich Schiemenz starb Anfang 1971 in Hannover nach langer Krankheit.

## Schriften (Auswahl)
- Über den Farbensinn der Fische, Dissertation 1923 an der Universität Göttingen, in: Zeitschrift für vergleichende Physiologie, Abteilung C der Zeitschrift für wissenschaftliche Biologie, 1,1/2.1924, S. 175–220
- Schriften zur Fischerei- und Wasserwirtschaft. Sammlung von diversen Sonderdrucken, Hannover 1929
- Binnenfischerei und natürliche Landschaft (Gestein, Boden u. Pflanzendecke) in Niedersachsen, erstmalig vorgetragen vor der Geographischen Gesellschaft Braunschweig am 6. Febr. 1933 (= Veröffentlichungen // Wirtschaftswissenschaftliche Gesellschaft zum Studium Niedersachsens E. V., Reihe A, Heft 25), Gerh. Stalling, Oldenburg 1935; Inhaltsverzeichnis
- Wie ist der Unterschied in der Ertragsfähigkeit der Forellenbäche verschiedener Höhenlagen Mitteldeutschlands zu erklären?, Sonderdruck aus Festschrift für Grigore Antipa 1938, Hannover-Kirchrode, Langehopstraße 98: Dr. Fr. Schiemenz
- Die Oberweser, ihr Nahrungsreichtum und ihre Aufenthaltsstellen für die Fische. Nach einem Vortrag auf Bezirksversammlungen des Landesfischereiverbandes "Niedersachsen" am 4. und 5. Februar 1939, Sonderdruck der Fischerei-Zeitung Nr. 2/3, Bd. 43 (1940), Neudamm und Berlin: Verlag J. Neumann, 1940 (Digitalisat).
- Der Oberfischmeister als staatlicher Fischereibiologe. Von Oberfischmeister Dr. Friedrich Schiemenz, Hannover, Sonderdruck aus Der Biologe, 8. Jahrgang, Heft 3, München; Berlin: J.F. Lehmanns Verlag, 1939
- Der Forelle Standorttreue bis zum Tode. Ein Kapitel über Fischsterben durch Trübung des Wassers, 1952
- Vergleichendes Fischereirecht. Zur Entwicklung der Fischereirechtsgrundsätze (= Schriftenreihe des Verbandes Deutscher Sportfischer e. V., Hamburg, Heft 9), Hamburg: Verband Deutscher Sportfischer e. V., 1953

Aufsätze:
- Das Fischereirecht in Mitteleuropa, in: Handbuch der Binnenfischerei Mitteleuropas, Bd. 6,5,  Schweizerbart, Stuttgart 1962, S. 417–510